# Renato Ancorotti
Renato Ancorotti (Crema, 19 marzo 1956) è un imprenditore e politico italiano.

## Biografia
Laureato in controllo della qualità all'Università del Piemonte Orientale, fonda nel 1984 Gamma Croma, società nel campo della cosmesi produttrice conto terzi. Dopo aver venduto l'azienda, nel 2009 ne fonda un'altra assieme alla figlia Enrica, Ancorotti Cosmetics, attiva nel settore della ricerca e sviluppo e nella produzione per conto di vari marchi internazionali, soprattutto di mascara, ma anche di altri prodotti per il make up.
Nel 2018 viene nominato presidente di Cosmetica Italia, associazione di categoria nel settore che riunisce la gran parte delle imprese cosmetiche italiane, venendo riconfermato nel 2021.
È stato consigliere provinciale di Cremona per Forza Italia, assessore alla cultura nella giunta comunale di Crema con Il Popolo della Libertà (PdL) e consigliere comunale di Crema per il PdL.
Alle elezioni politiche anticipate del 2022 viene candidato al Senato della Repubblica, tra le liste di Fratelli d'Italia nel collegio plurinominale Lombardia - 03, venendo eletto senatore. Nella XIX legislatura fa parte della 9ª Commissione Industria, commercio, turismo, agricoltura e produzione agroalimentare, della Commissione parlamentare di inchiesta sul femminicidio, nonché su ogni forma di violenza di genere e della delegazione italiana all'Assemblea parlamentare della Organizzazione per la sicurezza e la cooperazione in Europa (OSCE).
Per la legge di Bilancio 2024 ha presentato, insieme ad altri colleghi, due emendamenti per applicare l’esenzione dell’IVA agli interventi di chirurgia estetica.